# Montserrat Jou i Parrot
Montserrat Jou i Parrot, (Manresa, 12 de juliol de 1943) és una escaladora i alpinista catalana que va esdevenir la primera alpinista de l'Estat i la tercera europea a superar els 7.000 m. (Noshaq occ. 7.492 m).
Ha estat vinculada al Centre Excursionista de la Comarca del Bages des dels anys seixanta i és membre activa del GAME (Grupo de Alta Montaña Española) i del Grup d'Alta Muntanya del Club Muntanyenc Barcelonès).
Va iniciar-se a Montserrat, després escalà als Pirineus (Aneto, Mont Perdut, Punta Alta, Besiberri, Posets, Pica d’Estats, Vathleitosa...). Als Alps va fer el Mont Blanc (4.804 m), amb Carme Oliver i Montserrat Dalmau.
Destaca també per les moltes ascensions fetes a fora d'Europa com, per exemple, al Marroc (Couloir Tiskin, 3.938 m, i Toubkal, 4.165 m), al mont Kenya i a Tanzània (Kilimanjaro, 1970), diversos cims a Groenlàndia (1972), a l'Afganistan (l'Hindu Kush, 1975), Perú (Chopicalqui) i a l'Iran (Damavand, 5. 671m., 1977).

## Premis
- Medalla de plata col·lectiva (1970) i medalla de plata individual (1975) de la Federació Espanyola de Muntanyisme.[6]
- Cinquena classificada en l'elecció “Mejor Deportista Femenino“,[7]
- III trofeu Medalla d'or gesta humanoesportiva de Mundo Deportivo (1976).[4]